# اس‌اس پاتروکلوس (۱۹۲۳)
اس‌اس پاتروکلوس (۱۹۲۳) (به انگلیسی: SS Patroclus (1923)) یک زیردریایی بود که طول آن ۴۹۸ فوت ۱۰ اینچ (۱۵۲٫۰۴ متر) بود. این زیردریایی در سال ۱۹۲۳ ساخته شد.